# Route européenne 10
Pour les articles homonymes, voir E10 et Route 10.
Ne doit pas être confondu avec la route européenne 010, située au Kirghizistan.
La route européenne 10 (E10) est une route reliant Å, village situé à l'extrémité des îles Lofoten (Norvège), à Luleå (Suède),
,.

## Description
La route européenne E10 est une route européenne qui commence au bord de l'océan Atlantique dans le village de Å des Lofoten et traverse les montagnes du nord de la Scandinavie pour se terminer dans la ville de Luleå, sur la côte de la mer Baltique.
Fin 2007, la E10 a été raccourcie de 30 kilomètres lors de l'achèvement de la nouvelle liaison routière Lofast avec tunnels. 
Depuis, l'itinéraire n'utilise plus la liaison par traversier entre Melbu et Fiskebøl. 
La nouvelle liaison routière comprend sept tunnels d'une longueur totale de 15 kilomètres

## Tracé
| Km     | Villes             | Carte interactive |
| ------ | ------------------ | ----------------- |
| 0 km   | Å                  |                   |
|        | Leknes             |                   |
| 129 km | Svolvær            |                   |
|        | Gullesfjorden (en) |                   |
| 307 km | Bogen              |                   |
|        | Bjerkvik           |                   |
| 507 km | Kiruna             |                   |
|        | Töre               |                   |
| 880 km | Luleå              |                   |

## Galerie

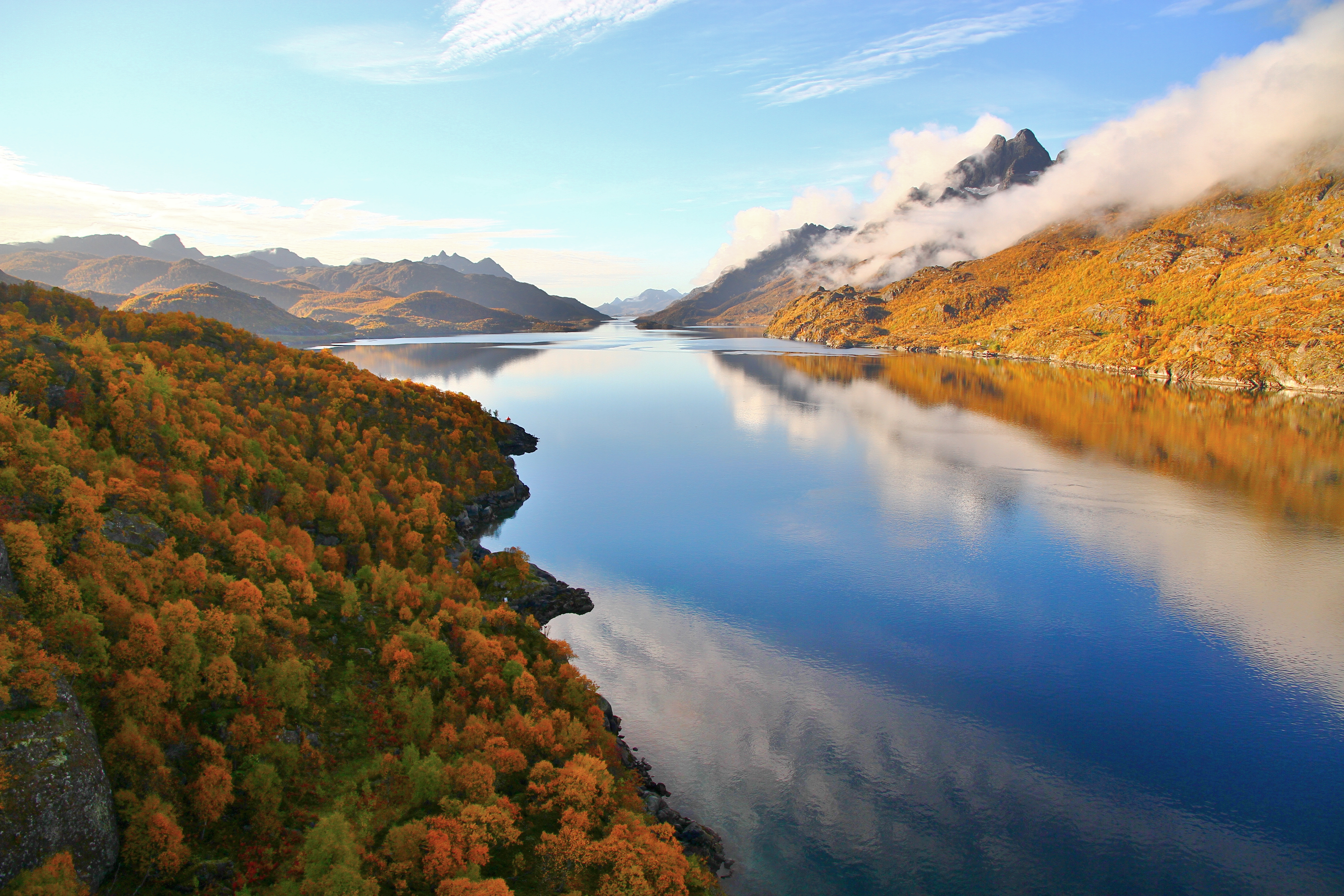
Le pont de Raftsund et la E10.
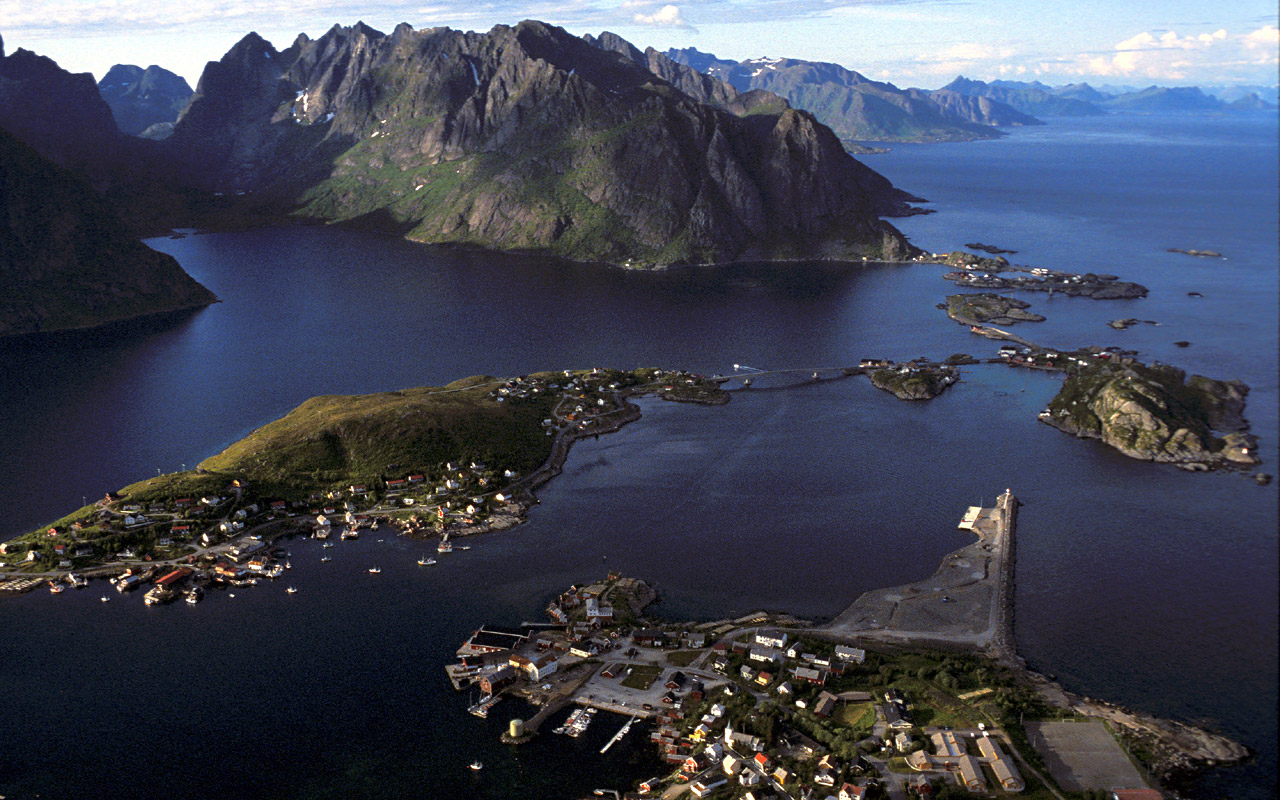
Paysage près de Å.
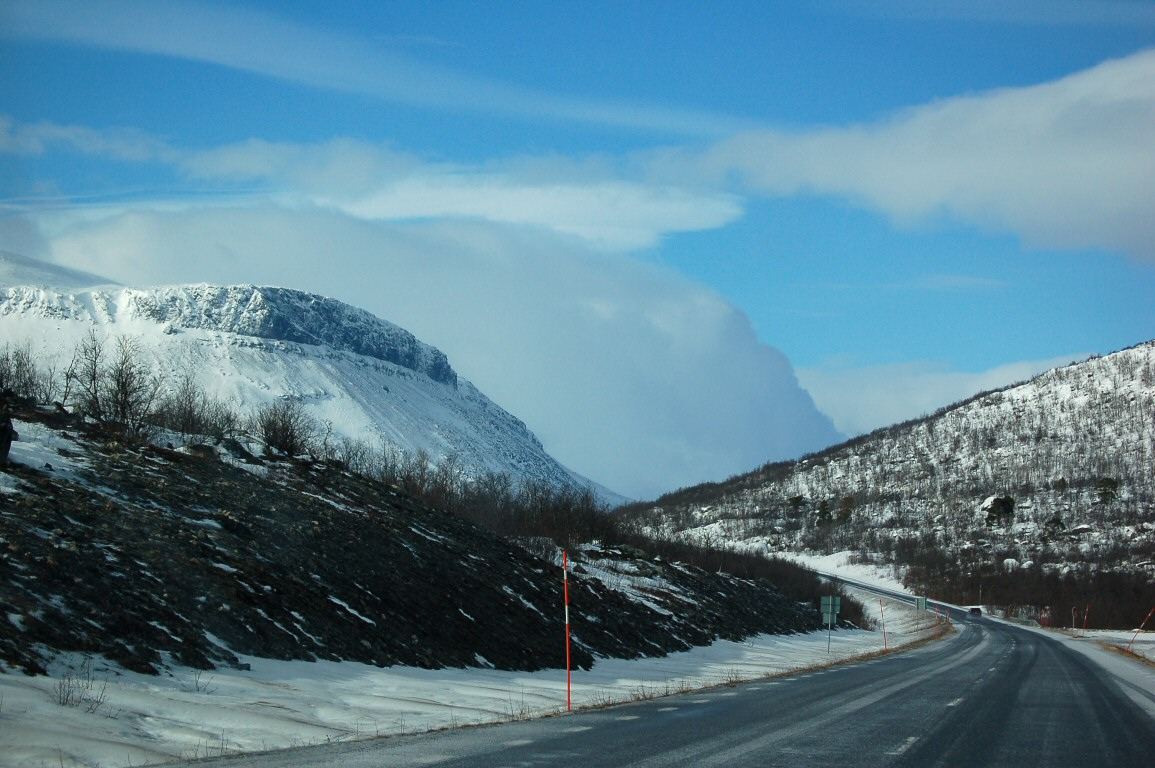
La E10 à Kiruna.
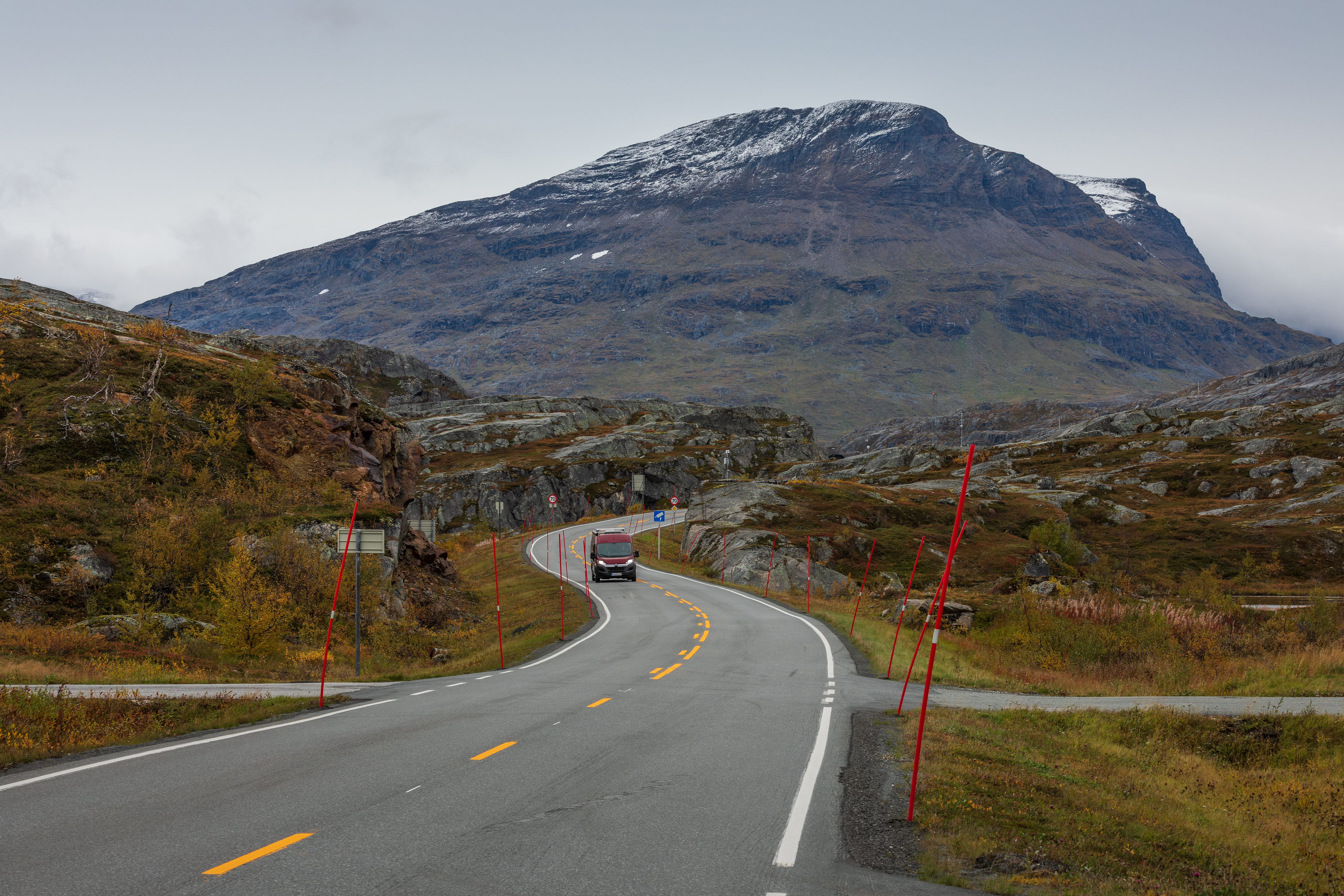
La E10 à Narvik.

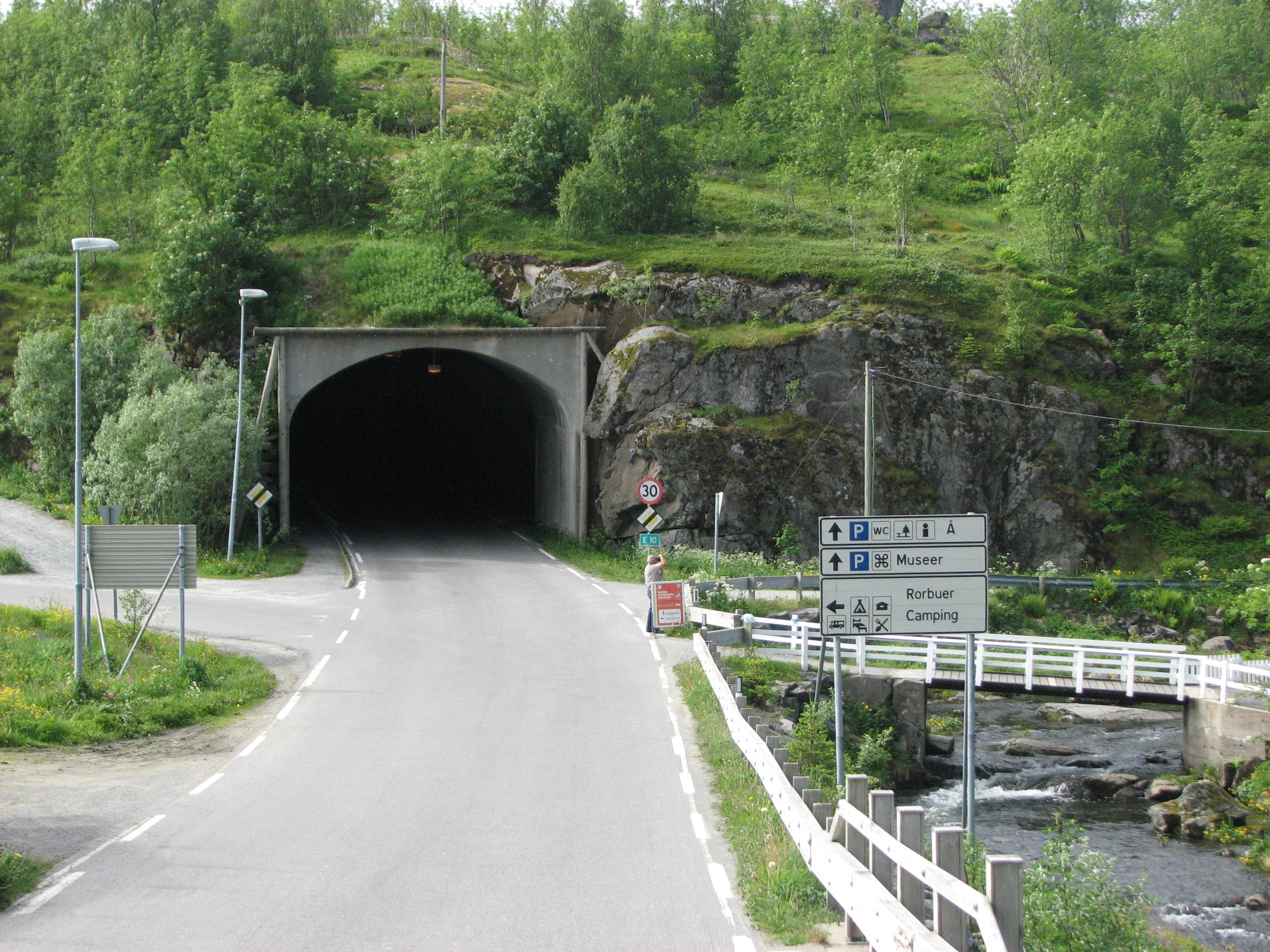
La E10 à Å.
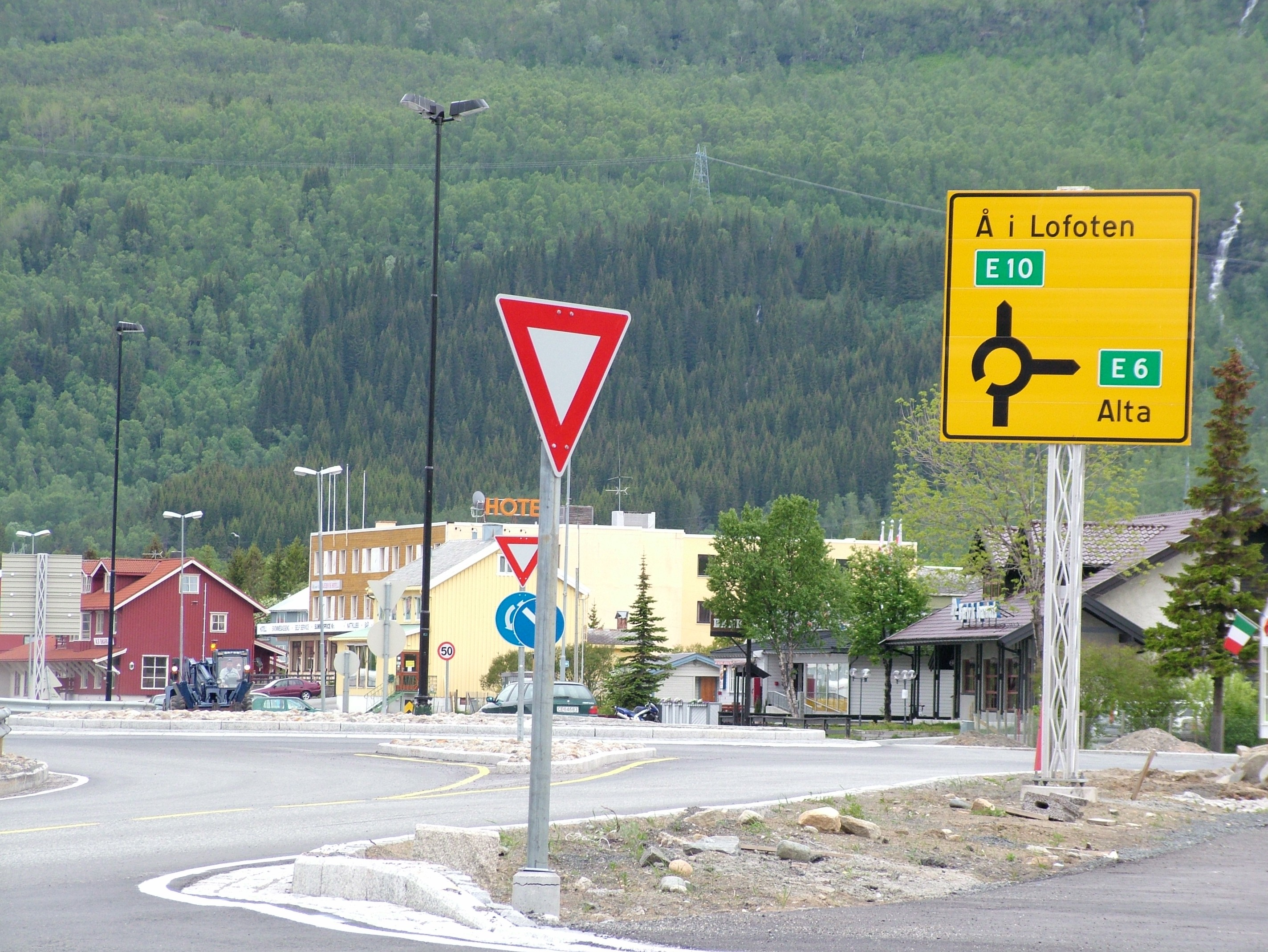
Croisement de la E6 et de la E10 à Bjerkvik.
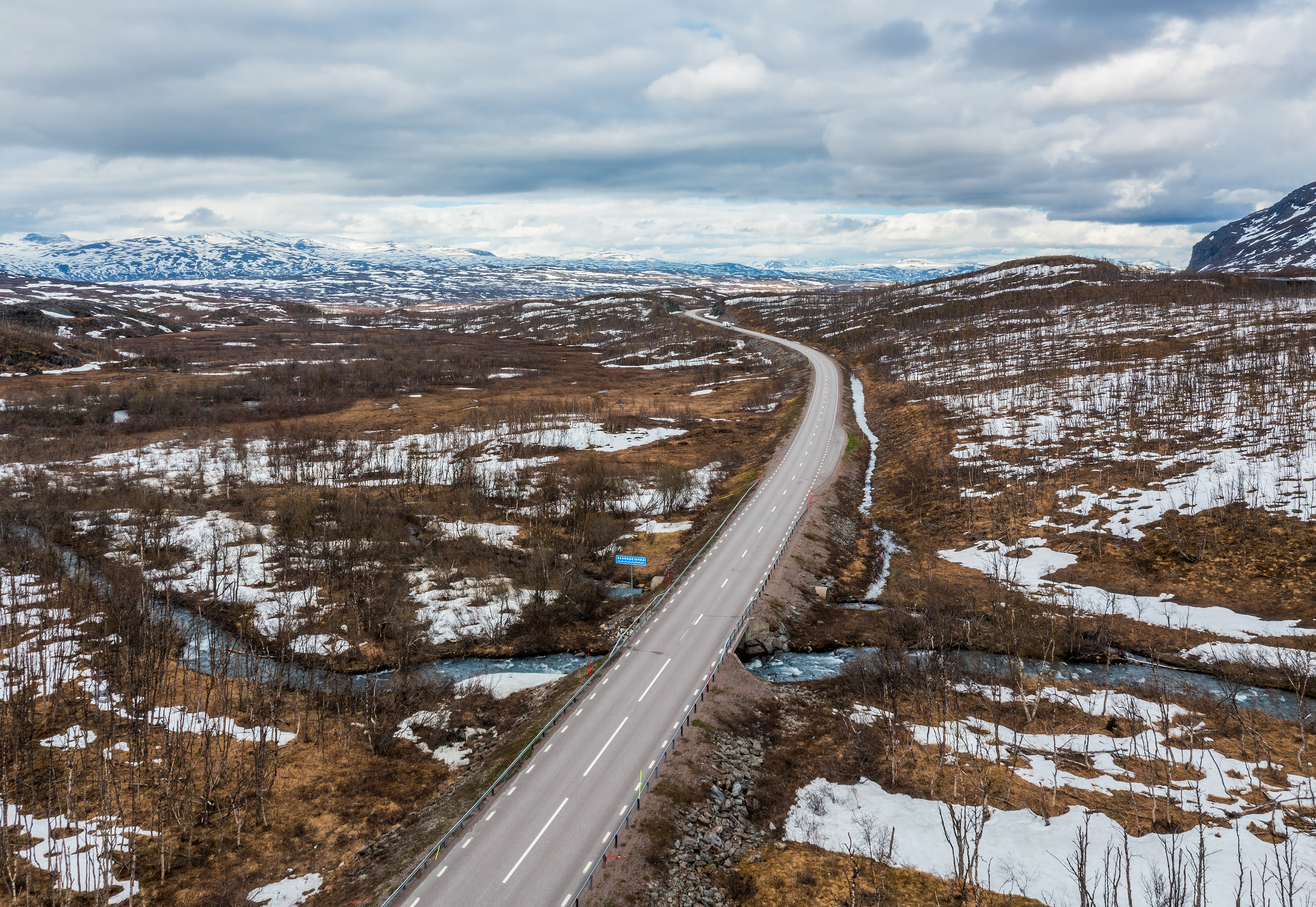
La E10 près de Låktatjåkka.
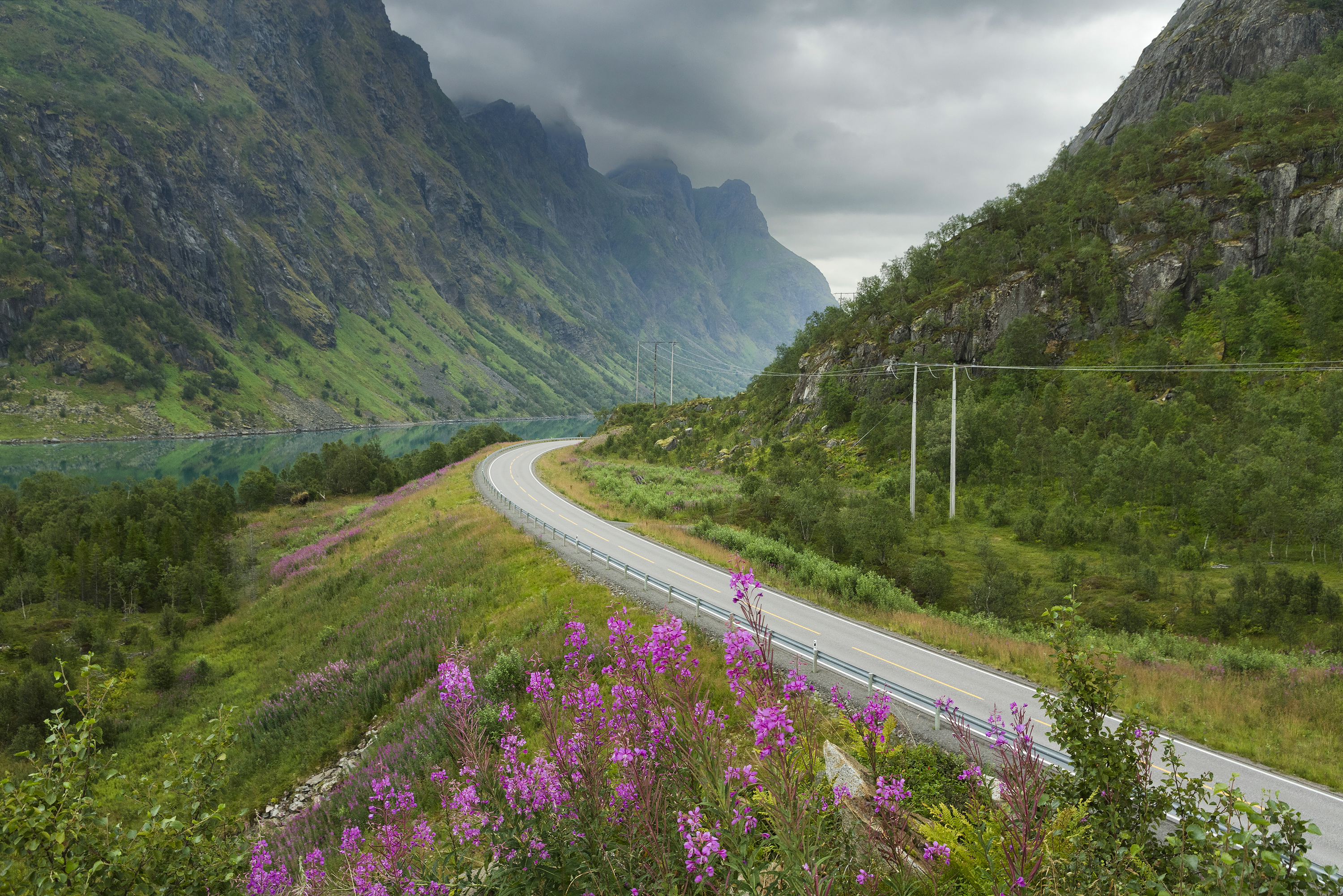
La E10 à Ingelsfjorden.